# Иосиф Золотой
Ио́сиф II Золото́й (в миру Иван Золотов; ок. 1720 — 25 декабря 1774) — архиепископ Вологодский и Белозерский в 1761—1774 годах.

## Биография
Иван Золотов родился в Москве в семье звонаря Успенского собора около 1720 года. В 1744 году окончил Славяно-греко-латинскую академию, после чего стал в ней преподавателем. В 1745 году принял монашеский постриг, а в 1748 году был назначен проповедником при альма-матер.
В ноябре 1750 года стал игуменом Владычного монастыря в Серпухове. В 1755—1758 годах — архимандрит Михайло-Архангельского монастыря в Великом Устюге, откуда переведён в тульский Предтеченский, а затем в московский Высокопетровский монастырь.
16 декабря 1761 года рукоположён в сан епископа Вологодского и Белозерского. Время его епископства — один из наиболее значимых периодов в истории епархии.
Епископ Иосиф умер 25 декабря 1774 года в городе Вологде и был погребён в Софийском соборе.
В печати известно его «Слово» на 26 февраля 1749 года.

## Значение
В истории епархии остался как один из активнейших деятелей, проявивших себя в сфере образования и церковного строительства. По его повелению было заложено существующее здание кафедрального Воскресенского собора, который был закончен уже после его смерти. В 1764—1769 годах был построен трёхэтажный Иосифовский корпус в Архиерейском дворе — резиденции вологодских архиереев. Палаты Иосифа Золотого — первое жилое каменное здание в Вологде в XVIII веке, а также первое здание в стиле барокко.
Для вологодской духовной семинарии был надстроен второй этаж над другим корпусом Архиерейского двора. Иосиф Золотой заботился о просвещении духовенства своей епархии, посылал лучших учеников в Славяно-греко-латинскую академию для образования. Он осуществил реставрацию Софийского собора (были починены главы и кресты, побелены стены, вызолочен иконостас, поновлены иконы), а также «умножил на соборной колокольне колокола и устроил приятный звон», провёл благоустройство территории около Архиерейского дома.
Помимо этого, он завещал свою обширную библиотеку Вологодской семинарии.